# Jornal de Notícias

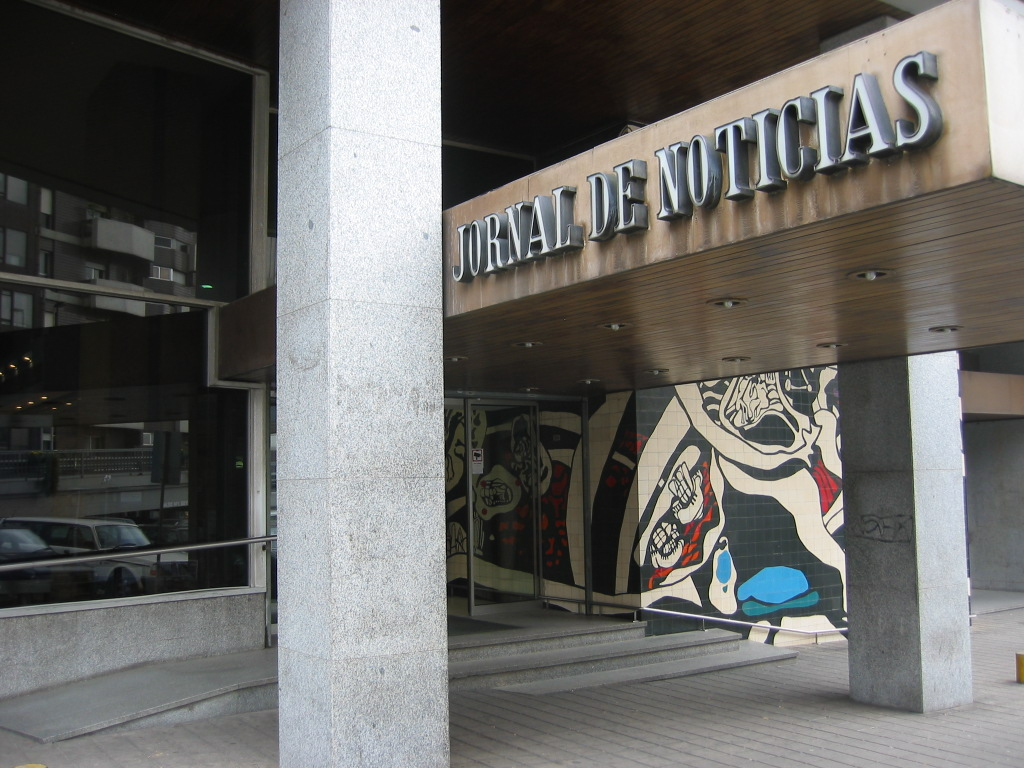
Redaktionsgebäude in Porto

Jornal de Notícias ist eine portugiesische Tageszeitung, die am 2. Juni 1888 in Porto gegründet wurde. Die Zeitung gehört zu den auflagenstärksten Zeitungen Portugals, im letzten Quartal von 2014 lag die durchschnittlich tägliche verkaufte Auflage bei 62.000 Stück. Die Zeitung gehört zur Gruppe Global Media Group. Generell vertritt das Jornal de Notícias die politische Mitte.